# Hôpital militaire Gaujot
L'ancien hôpital militaire Gaujot est un monument historique situé à Strasbourg, dans le département français du Bas-Rhin. Il doit son nom à Gustave Gaujot (1828-1913), ancien médecin-chef de l'hôpital. C'est aujourd'hui une cité administrative.

## Localisation
Cet ancien hôpital est situé au 2, rue de l'Hôpital-Militaire à Strasbourg dans le quartier de la Krutenau.

## Historique

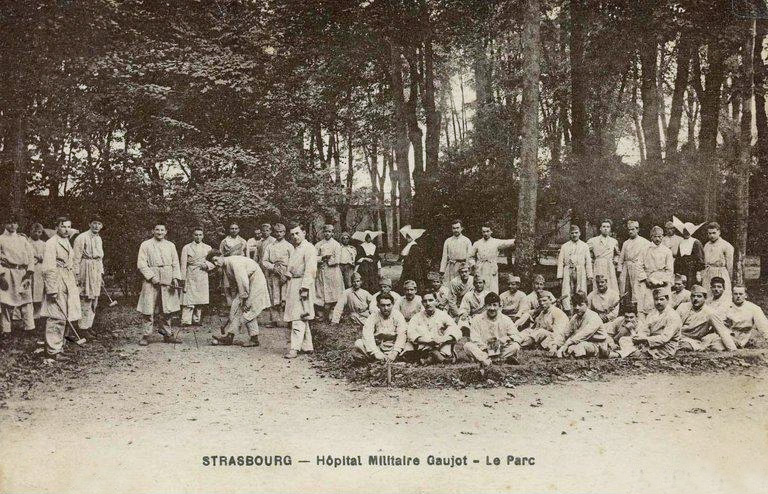
Le parc de l'hôpital militaire (1930)

Il a été construit à la fin du XVIIe siècle.
Les façades et toitures du pavillon d'entrée, les façades sur cour d'honneur des bâtiments Nord et Sud et du pavillon de l'Horloge font l'objet d'une inscription au titre des monuments historiques depuis 1929.
Depuis 1945 les bâtiments accueillent la cité administrative. L'hôpital militaire a été transféré dans le quartier du Neuhof en 1946 (Hôpital militaire Lyautey, fermé en 1996).